# Lavado de cerebro

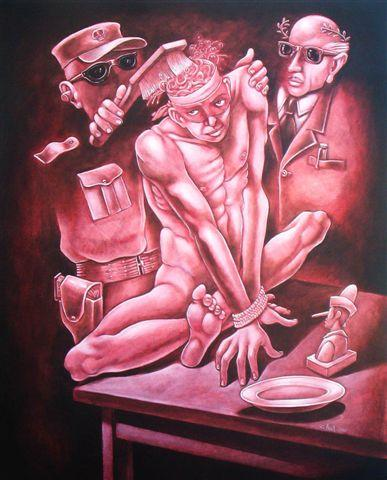
Una representación satírica del lavado de cerebro.

El lavado de cerebro, también conocido como control mental, persuasión coercitiva, reforma del pensamiento o reeducación, es el concepto de que la mente humana puede ser alterada o controlada por ciertas técnicas psicológicas, y consiste en la aplicación de diversas técnicas de persuasión, sean coercitivas o no, como la concesión selectiva de recompensas o dádivas. Se dice que el lavado de cerebro reduce la capacidad del sujeto para pensar críticamente o de forma independiente, para permitir la introducción de nuevos pensamientos e ideas no deseados en sus mentes, así como para cambiar sus actitudes, valores y creencias.
Mediante esta estrategia psicológica, el domante obliga someter sus creencias, conducta, pensamientos y comportamiento a un individuo o sociedad, con el propósito de ejercer sobre ellos reconducciones o controles políticos, morales o de cualquier otro tipo.
El término lavado de cerebro fue utilizado por primera vez en inglés por Edward Hunter en 1950 para describir cómo el gobierno chino parecía hacer que la gente cooperara con ellos durante la guerra de Corea. La investigación sobre el concepto también analizó la Alemania nazi, algunos casos penales en los Estados Unidos y algunas acciones de traficantes de personas. A fines de la década de 1960 y 1970, los experimentos MKUltra de la CIA fallaron sin el uso operativo de los sujetos que se esperaba, mientras siguió el debate científico y legal, y la atención de los medios sobre la posibilidad de que el lavado de cerebro fuera un factor importante cuando se usaba dietilamida del ácido lisérgico (LSD) o durante la conversión de personas a grupos que se consideraban sectas.
En el lenguaje informal, la expresión lavado de cerebro también se emplea en un sentido figurado para describir el uso de la propaganda en la cultura para persuadir o influir en la opinión pública. No ha de confundirse el concepto de lavado de cerebro con el de lobotomía, la cual es una operación quirúrgica del cerebro.

## Introducción
A lo largo de la historia se ha recurrido a diversas formas de control del pensamiento de los individuos, pero han sido las sociedades totalitarias del siglo XX las que primero han aplicado conocimientos científicos para mejorar las técnicas de lavado de cerebro, y que hoy en día se aplican como método de curación en psiquiatría, apoyado frecuentemente con el uso de fármacos que inhiben las capacidades cognitivas del paciente.
Otros apoyos empleados secularmente en el lavado de cerebro son el hambre y la privación de proteínas, que producen confusión en la capacidad de raciocinio, y la privación de sueño, que causa estrés y confusión.
En treinta días se consigue un lavado de cerebro, y aunque ninguna programación es irreversible, si el individuo la acepta durante un periodo de tiempo considerable, ya no hay vuelta atrás, como se ve en los adeptos de diversos credos y filosofías.
George Orwell, en su novela 1984, describió varias técnicas usadas entonces en el lavado de cerebro.
El término lavado de cerebro también se ha empleado en relación con los nuevos movimientos religiosos. La existencia de consecuencias destructivas para la psique del individuo, en relación con el Nuevo Movimiento Religioso, puede no estar respaldada por la evidencia científica.

## Lavado de cerebro y las masas
El término lavado de cerebro se aplica a veces, en algunas sociedades, cuando el gobierno mantiene un control social firme de los medios de comunicación de masas y el sistema de educación, y usa este control para diseminar la propaganda en una escala particularmente intensiva, con efecto global que puede lavar el cerebro a secciones grandes de la población.
Denominada propaganda, busca influir en el sistema de valores del ciudadano y en su conducta. Se articula a partir de un discurso persuasivo que busca la adhesión del otro a sus intereses. Es de carácter monológico y requiere el recurso al anuncio.

Su planteamiento consiste en utilizar una información presentada y difundida masivamente con la intención de apoyar una determinada opinión ideológica o política. Aunque el mensaje contenga información verdadera, es posible que sea incompleta, no contrastada y partidista (desinformación), de forma que no presente un cuadro equilibrado de la opinión en cuestión, que es contemplada siempre en forma asimétrica, subjetiva y emocional. Su uso primario proviene del contexto político, refiriéndose generalmente a los esfuerzos patrocinados por gobierno o partidos para convencer a las masas; secundariamente se alude a ella como publicidad de empresas privadas.

## Críticas académicas al concepto
El concepto de lavado de cerebro, pese a ser uno de los términos relacionados con la coerción más extendido, popular social y culturalmente, se ha dado a conocer como un término académicamente impreciso. Su metáfora es clara y rotunda, generando la idea de una transformación radical en el sujeto cuando ocurre, un cambio "total" de identidad del sujeto, incluso atribuyendo un carácter mágico y oculto a esta metodología. Es por este motivo y, por su característica polarizada y absolutista, que no es un término de agrado en investigadores y académicos, especialmente en referencia al acontecimiento psicológico. Algunos académicos prefieren separar el concepto de lavado de cerebro con el de otros términos psicológicos más precisos para referirse, manteniendo el primero únicamente para el uso típico en la cultura de su acepción genérica.

La persuasión coercitiva se trataría de un concepto psicológico académico más preciso, en el que engloba actividades de persuasión que pudieran ejercer personas o grupos contra individuos. La persuasión coercitiva es el ejercicio de la persuasión respaldado en el uso de la fuerza como recurso para su consecución.

## Proceso de 'desprogramación'
Se nombra la 'desprogramación' como el proceso de liberar a alguien del control mental al que ha sido sometido.

### Circunstancias
Para lograr la desprogramación, especialmente del control más destructivo, es necesaria la concurrencia de varias circunstancias.
1. Separación del grupo controlador
2. Descanso físico
3. Alimentación adecuada
4. Perseverancia

### Técnicas
Una vez reunidas las circunstancias anteriores, expertos en el tema como Steven Hassan siguen una serie de técnicas desprogramadoras.
1. Establecer relaciones de mutua confianza.
2. Comunicarse con la persona para conocer su situación (¿Desea seguir? ¿Siente dudas sobre la bondad de los que le han controlado? ¿Está desencantado pero temeroso?).[13] La Asociación Psicológica Americana rechazó el tomar posición al respecto pues no le parecieron equilibradas las investigaciones sobre la cuestión.[14]
3. Desarrollar modelos de identidad: cómo era la persona antes de entrar, cómo es el modelo de personalidad impuesto por el control mental y cuál es la personalidad que adopta dentro de la estructura controladora (iniciado, con algo de responsabilidad, controlador…).
4. Poner a las personas en contacto con la identidad original. Por esta razón es tan difícil desprogramar a niños que no tienen una personalidad anterior que recuperar.[15]
5. Conseguir cambiar la perspectiva desde la que mira el controlado (la que le impuso el grupo controlador).
6. Interrumpir el autoengaño que sistemáticamente se ha enseñado a la persona controlada que haga cuando siente dudas sobre lo que le han enseñado.
7. Terminar con las fobias que han implantado a la persona para que no abandone el grupo y mostrarle el bienestar que se puede obtener fuera del grupo.
8. Explicar a la persona controlada las características del control mental que ha sufrido.